# Mormyrops zanclirostris
Mormyrops zanclirostris е вид лъчеперка от семейство Mormyridae. Видът не е застрашен от изчезване.

## Разпространение
Разпространен е в Габон, Демократична република Конго, Камерун и Централноафриканска република.

## Описание
На дължина достигат до 27 cm.